# Жузе Рамус-Орта
Жузѐ Мануѐл Ра̀мус-О̀рта (на португалски: José Manuel Ramos-Horta) е източнотиморски политик, носител на Нобелова награда за мир.
Роден е в Дили (в колонията Португалски Тимор) на 26 декември 1949 г.
По време на окупацията на страната от Индонезия живее в изгнание и е говорител на източнотиморската съпротива. През 1996 г., заедно със сънародника си Карлош Фелипе Шименеш Бело, получава Нобелова награда за мир „за техните усилия за справедливо и мирно разрешение на конфликта в Източен Тимор“.
Той е министър на външните работи на страната от обявяването на нейната независимост (2002 – 2006). Поема допълнително поста министър на отбраната след оставката на титуляра на 3 април 2006 г. Подава оставка от своите 2 министерски длъжности поради разногласия с премиера Мари Алкатири (Marí Alkatiri) на 25 април, избран е за трети министър-председател на страната на следващия ден 25 април 2006 г. и остава на поста до май 2007 г. Наследявайки Шанана Гушмау, той е вторият президент на Източен Тимор от май 2007 до май 2012 г.
На 11 февруари 2008 г. е ранен в резултат от покушение, организирано от екстремистка организация в страната. Отначало е лекуван в новозеландската военна база в столицата Дили, после е прехвърлен в болница в Даруин, Австралия. Поставен е на изкуствена кома, идва в съзнание на 21 февруари. По време на лечението и възстановяването му е заместван до завръщането му на президентския пост на 17 април 2008 г.:
- от тогавашния вицепрезидент Висенте Гутереш (Vicente Guterres) от 11 до 13 февруари, въвел извънредно положение веднага след атентата, и после
- от председателя на парламента Фернандо ди Араужо (Fernando de Araújo, познат с псевдонима Лазама) от 13 февруари до 17 април.

През 2012 г. Рамус-Орта се кандидатира за втори президентски мандат, но отпада на първия тур, оставайки на 3-то място със 17 % от гласовете.